# Hobie 16
Der Hobie 16 ist ein Sport-Segelkatamaran. Er wurde 1970 als großer Bruder des Hobie Cat 14 von Hobart Alter (Spitzname „Hobie“) entworfen und bis jetzt mehr als 135.000 Mal gebaut. Damit ist er die weltweit am häufigst gesegelte Katamaranklasse. 1989 bekam der Hobie 16 durch die International Sailing Federation (ISAF) offiziell den internationalen Status als Einheitsklasse.

## Weiterentwicklung

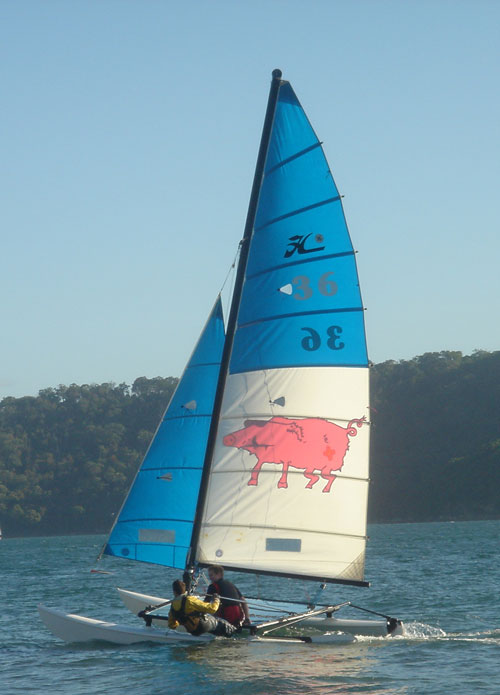
Hobie Cat 16 in Australien

Seit der Markteinführung wurden am Hobie 16 folgende Merkmale verändert:
- sechsfach untersetzte Cunningham
- verändertes Fockfall zur Änderung des Mastfalls während des Segelns
- Gennaker-Kit mit Snuffer. International wird bei Jugendmeisterschaften sowie ausgewiesenen Regatten in Deutschland mit Spi (Spinnaker) gesegelt